# Neuenstein, Baden-Württemberg
Neuenstein, Baden-Württemberg är en stad i Hohenlohekreis i regionen Heilbronn-Franken i Regierungsbezirk Stuttgart i förbundslandet Baden-Württemberg i Tyskland.
Staden ingår i kommunalförbundet Hohenloher Ebene tillsammans med staden Waldenburg och kommunen Kupferzell.